# باغ خراب (صوغان)
باغ خراب (بالفارسية: باغ خراب) هي قرية تقع في إيران في قسم صوغان الريفي. يقدر عدد سكانها بـ 68 نسمة بحسب إحصاء 2016.